# Floyd Allen
Floyd Dean Allen, (nacido el 03 de marzo de 1952 en Carthage, Arkansas) es un exjugador de baloncesto estadounidense. Con 2.06 de estatura, su puesto natural en la cancha era el de pívot. Es el hermano del también jugador de baloncesto Jim Allen.

## Trayectoria
- CRO Lione (1979-1980)
- Le Mans (1980-1983)
- Reyer Venezia (1983-1986)
- CB Valladolid (1986-1987)
- Virtus Bologna (1987-1988)
- Aresium Milano (1988-1989)
- Dinamo Sassari (1989-1990)